# Uncinia laxiflora
Uncinia laxiflora är en halvgräsart som beskrevs av Donald Petrie. Uncinia laxiflora ingår i släktet Uncinia och familjen halvgräs. Inga underarter finns listade i Catalogue of Life.